# Hypena zyzzybae
Hypena zyzzybae är en fjärilsart som beskrevs av Martin Lödl 1994. Hypena zyzzybae ingår i släktet Hypena och familjen nattflyn. Inga underarter finns listade i Catalogue of Life.